# Кукин, Дмитрий Михайлович
Дми́трий Миха́йлович Ку́кин (10 [23] мая 1908, Заречье, Орловская губерния — 17 октября 1983, Москва) — советский историк, специалист по истории КПСС. Доктор исторических наук, профессор. Член-корреспондент АН СССР c 26 июня 1964 года по Отделению истории (история КПСС).

## Биография
В 1926—1928 годах находился на комсомольской работе. В 1928—1929 годах — рабочий завода «Красный Аксай» в Ростове-на-Дону. Член ВКП(б) с 1929 года. Учился в Краснодарском педагогическом институте, затем окончил историко-философское отделение МГУ (1932) и аспирантуру при АН БССР (1936). Преподавал историю ВКП(б) в ряде вузов Минска. Преподаватель, начальник кафедры истории КПСС, заместитель начальника Военно-политической академии им. В. И. Ленина (1938—1954). В 1954—1962 годах работал в ЦК КПСС заместителем заведующего отделом. Доктор исторических наук (1962). В 1962—1973 годах — заместитель директора ИМЛ при ЦК КПСС. Член советской части Комиссии историков СССР и ПНР (1971—1983). С 1973 года — профессор, заведующий кафедрой АОН при ЦК КПСС.

## Основные работы
Книги
- «Курс лекций по истории КПСС» (1961);
- «Партия большевиков в Февральской революции 1917 г.» (М., 1971; совм. с И. А. Алуфом, И. П. Лейберовым и Л. А. Слеповым);
- «Ленинский план построения социализма в СССР и его осуществление» (1972);
- «Октябрь и болгарские интернационалисты» (1973, редактор)

Статьи
- «В. И. Ленин — организатор большевистской партии» // «Великая сила идей ленинизма» (1950);
- «Всемирно-историческая победа советского народа в Великой Отечественной войне» // «Вопросы истории», 1951, № 6;
- «Коммунистическая партия — организатор победы советского народа в Великой Отечественной войне» // «Вопросы истории», 1961, № 10;
- «Славная и героическая история» // «Вопросы истории», 1963, № 4;
- «В. И. Ленин — великий продолжатель дела Карла Маркса» // «Вопросы истории», 1968, № 4;
- «Партия большевиков в Февральской буржуазно-демократической революции» // «Свержение самодержавия» (1970);
- «Партийное и государственное руководство экономикой в годы Великой Отечественной войны» // «Вопросы истории», 1963, № 4;
- «Пятилетки и социально-экономический прогресс советского общества» // «Вопросы истории», 1981, № 4;

Совместно с В. В. Аникеевым и Г. Д. Обичкиным подготовил издание «Переписка секретариата ЦК РСДРП(б) с местными партийными организациями» (тт. 1—3, 1957). Член редколлегии многотомной «Истории Москвы» и «Истории Великой Отечественной войны Советского Союза. 1941—1945 гг.» (тт. 1—6, 1960—1965), заместитель председателя редколлегии «Истории КПСС» (тт. 1—6, 1964—1980).

## Награды
Был награждён орденами Красного Знамени (1952), Трудового Красного Знамени (1958, 1961, 1962, 1971), Красной Звезды (1944, 1947), Дружбы народов (1975), а также медалями.